# Flawian z Antiochii
Flawian z Antiochii (zm. 404) – grecki pisarz, stronnik soboru nicejskiego. W r. 362 lub 363 został kapłanem, a w r. 381 następcą biskupa Melecjusza w Antiochii, uznanym jako patriarcha Antiochii w 398.
W r. 383 przewodniczył synodowi, który potępił mesalian. Autor mowy De anathemate dotyczącej buntu w Antiochii przeciw cesarzowi Teodozjuszowi I Wielkiemu (znajduje się ona w zbiorze kazań Jana Chryzostoma). Z innych pism Flawiana z Antiochii zachowały się fragmenty greckie i syryjskie; zaginęły listy.